# Franz von Suppé

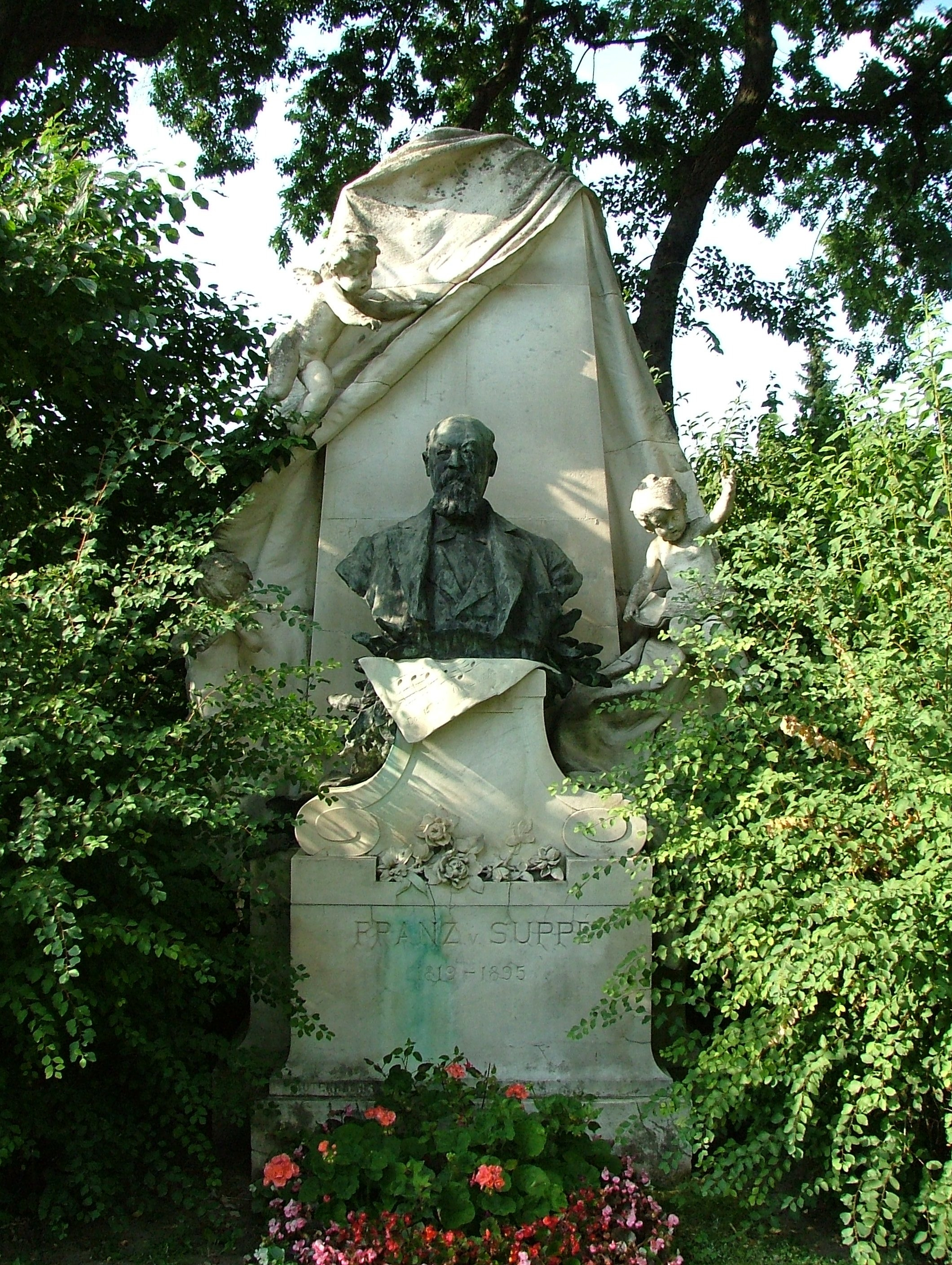
Franz von Suppé síremléke a bécsi Zentralfriedhofban (32A-31)

Franz von Suppé (néha Suppè néven említik; teljes eredeti neve Francesco Ezechiele Ermenegildo Cavaliere Suppé Demelli; Spalato (ma: Split), Dalmácia, 1819. április 18. – Bécs, 1895. május 21.) osztrák zeneszerző, karmester. Zenei hagyatéka több mint 200 színpadi műből áll, főleg operettekből. Máig népszerű művei egy-egy nyitány a Költő és paraszt, illetve a Könnyűlovasság című műveihez. Boccaccio című operettjét német nyelvű színpadokon ma is gyakran játsszák.  

## Élete

### Ifjúsága és zenei tanulmányai
Suppé apja egy eredetileg belga, Dalmáciában élő családból származott. Édesanyja bécsi volt. Már nyolc éves korában énekelt a spliti katedrális kórusában. Sokat tanult a karvezetőtől (Giovanni Cigalla), Giuseppe Ferrarinál pedig fuvolázni és zeneszerzést is. 
Édesapja kívánságára 15 éves korában a Padovai Egyetemen megkezdte jogi tanulmányait. Suppé mégis zenével akart foglalkozni; Milánóba költözött, ahol nem csupán a Teatro alla Scala látogatására volt lehetősége, hanem személyes ismeretségbe került Gioachino Rossinivel, Gaetano Donizettivel és a fiatal Giuseppe Verdivel is.
Első zeneművét 16 éves korában írta, de csak 40 évvel később mutatták be, Missa Dalmatica címen.
Édesapja 1835 januárjában meghalt. Bár Suppé szeptemberben megkezdte orvosi tanulmányait, hamarosan abbahagyta, és a Gesellschaft der Musikfreunde in Wien konzervatóriumán folytatta tanulmányait Simon Sechternél és  Ignaz Xaver von Seyfriednél, Ludwig van Beethoven egyik barátjánál.
1845-től főleg bécsi színházak (Theater an der Wien, Carltheater) karmestere volt. Számos operettet írt, amelyeket az 1860-as évektől kezdve sikerrel játszottak. Ezekben a bécsi operett hagyományait franciás stíluselemekkel ötvözte. Operákat, szimfóniákat, dalokat és egyházzenét is írt.

## Művei

### Színházi zeneművei
Számos operát és operettet írt. (Amennyiben nincs más jelölve, az ősbemutatókra Bécsben került sor.)
| A mű címe                                          | Műfaja  | A premier dátuma     | A premier helyszíne         | Librettó | Felvonások | Megjegyzés |
| -------------------------------------------------- | ------- | -------------------- | --------------------------- | --- | ---------- | --- |
| Virginia                                           | Opera   | -                    | -                           | Ludwig Holt                                                                                                 | 2          | 1837-ben írta; bemutató nem ismert |
| Gertrude della valle                               | Opera   | -                    | -                           | G. Brazzanovich                                                                                             | 3          | "Oper tragedia lirica". 1840-ben írt; befejezetlen |
| Das Mädchen vom Lande                              | Opera   | 1847. augusztus 7.   | Theater an der Wien         | Adaptiert von Karl Elmar                                                                                    | 3          | Große Oper |
| Das Pensionat                                      | Operett | 1860. november 24.   | Theater an der Wien         | ? [monogram: C. K., talán maga Suppé] aLes Visitandines (szerzők: Louis Benoît Picardund François Devienne) | 1          | Komische Operette |
| Die Kartenschlägerin                               | Operett | 1862. április 26.    | Theater am Franz-Josefs-Kai | ? [monogram: N. N.]                                                                                         | 1          | átdolgozva Pique Dame-ként 1884-ben |
| Zehn Mädchen und kein Mann                         | Operett | 1862. október 25.    | Theater am Franz-Josefs-Kai | Wilhelm Friedrich                                                                                           | 1          | |
| Flotte Burschen, oder Das Bild der Madame Potifar  | Operett | 1863. április 18.    | Theater am Franz-Josefs-Kai | Josef Braun                                                                                                 | 1          | Komische Operette |
| Das Corps der Rache                                | Operett | 1864. március 5.     | Carltheater                 | Ludwig Harisch                                                                                              | 1          | |
| Franz Schubert                                     | Operett | 1864. szeptember 20. | Wien                        | Hans Max | 1          | Schubert-darabok felhasználásával |
| Dinorah, oder Die Turnerfahrt nach Hütteldorf      | Opera   | 1865. május 4.       | Carltheater                 | Julius Caesar                                                                                               | 3          | Kuriose Oper |
| Die schöne Galathée                                | Operett | 1865. szeptember 9.  | Carltheater                 | Poly Henrion                                                                                                | 3          | Komisch-mythologische Oper nach der opéra comique Galathée von Jules Barbier, Michel Carré und Victor Massé als Parodie einer Oper von Giacomo Meyerbeer |
| Leichte Kavallerie, oder Die Töchter der Puszta    | Operett | 1866. március 24.    | Carltheater                 | Carl Costa                                                                                                  | 2          | vígoperett |
| Die Freigeister                                    | Operett | 1866. október 23.    | Carltheater                 | Carl Costa                                                                                                  | 2          | vígoperett |
| Banditenstreiche                                   | Operett | 1867. április 27.    | Carltheater                 | Ludwig Bender nach einem französischen Sujet von B. Boutonnier                                              | 1          | Auch: Komische Oper |
| Die Frau Meisterin                                 | Operett | 1868. január 20.     | Carltheater                 | Carl Costa                                                                                                  | 3          | |
| Tantalusqualen                                     | Operett | 1868. október 3.     | Carltheater                 | ? | ?          | Nach Der Schmarotzer in der Klemme von Louis Angely |
| Isabella                                           | Operett | 1869. november 5.    | Carltheater                 | Josef Weyl                                                                                                  | ?          | |
| Lohengelb, oder Die Jungfrau von Dragant (Tragant) | Operett | 1870. november 30.   | Carltheater                 | Carl Costa, Moritz Anton Grandjean                                                                          | 3          | Geht auf Johann Nepomuk Nestroys Parodie auf Richard Wagners Lohengrin zurück                                                                            |
| Canebas [vagy Cannebas]                            | Operett | 1872. november 2.    | Carltheater                 | Josef Doppler                                                                                               | 1          | |
| Fünfundzwanzig Mädchen und kein Mann               | Operett | 1873. április 15.    | Bécs                        | Carl Treumann                                                                                               | ?          | A Zehn Mädchen und kein Mann operettára (1862) épít |
| Fatinitza                                          | Operett | 1876. január 5.      | Carltheater                 | Camillo Walzel, Richard Genée                                                                               | 1          | |
| Der Teufel auf Erden                               | Operett | 1878. január 5.      | Carltheater                 | Karl Juin, Julius Hopp                                                                                      | 3          | |
| Boccaccio                                          | Operett | 1879. február 1.     | Carltheater                 | Camillo Walzel, Richard Genée                                                                               | 3          | |
| Donna Juanita                                      | Operett | 1880. február 21.    | Carltheater                 | Camillo Walzel, Richard Genée                                                                               | 3          | 1925-ben K. Pauspertl újrarendezte Der große Unbekannte címen                                                                                            |
| Der Gascogner                                      | Operett | 1881. március 22.    | Carltheater                 | Camillo Walzel, Richard Genée                                                                               | 3          | |
| Das Herzblättchen                                  | Operett | 1882. február 4.     | Carltheater                 | Carl Albert Tetzlaff                                                                                        | 3          | |
| Die Afrikareise                                    | Operett | 1883. március 17.    | Theater an der Wien         | M. West, Richard Genée, O. F. Berg                                                                          | 3          | |
| Pique Dame                                         | Operett | 1884. június 22.     | Graz                        | ? | 1          | A Die Kartenschlägerin átirata |
| Des Matrosen Heimkehr                              | Opera   | 1885. május 4.       | Hamburg                     | Anton Langer                                                                                                | 2          | romantikus opera |
| Bellmann                                           | Opera   | 1887. február 26.    | Theater an der Wien         | West, Ludwig Held                                                                                           | 3          | vígopera |
| Die Jagd nach dem Glück                            | Operett | 1888. október 27.    | Carltheater                 | Richard Genée, Bruno Zappert                                                                                | 3          | |
| Das Modell                                         | Operett | 1895. október 4.     | Carltheater                 | Viktor Léon, Ludwig Held                                                                                    | 3          | posztumusz mű, amelyet Julius Stern és Antonio Zamara fejezett be.                                                                                       |

### Keretzenék színházi művekhez
Ide tartozonak a komédiák, vaudeville-ek, színházi farce-ok stb. (Amennyiben nincs más jelölve, az ősbemutató Bécsben volt.)
| A mű címe                                                                                  | Műfaja                                   | A premier dátuma     | Az ősbemutató színhelye       | Librettó                                                                                              | Felvonások | Megjegyzés                                              |
| ------------------------------------------------------------------------------------------ | ---------------------------------------- | -------------------- | ----------------------------- | --- | ---------- | ------------------------------------------------------- |
| Jung lustig, im Alter traurig, oder Die Folgen der Erziehung                               | Komisches Gemälde mit Liedern            | 1841. március 5.     | ?                             | C. Wallis                                                                                             | 3          |                                                         |
| Die Wette um ein Herz, oder Künstlersinn und Frauenliebe                                   | ?                                        | 1841. március 10.    | Theater in der Josefstadt     | Karl Elmar                                                                                            | ?          |                                                         |
| Stumm, beredt und verliebt                                                                 | ?                                        | 1841. május 1.       | Soproni színház               | Franz Xaver Told                                                                                      | ?          |                                                         |
| Die Bestürmung von Saida                                                                   | Komisch-romantisches Spektakelschauspiel | 1841. szeptember 10. | Arena in Baden                | Franz Xaver Told                                                                                      | ?          | Zene: Suppé, A. Titl és K. Binder                       |
| Der Pfeilschütz in Lerchenfeld, die Hochzeit am Neubau und das Testament in der Josefstadt | ?                                        | 1841. október 27.    | Theater in der Josefstadt     | Franz Xaver Told                                                                                      | ?          | Zene: Suppé, két közjáték Josef Lannertől               |
| Der Komödiant, oder Eine Lektion Liebe                                                     | ?                                        | 1841. december 14.   | Theater in der Josefstadt     | Karl Elmar                                                                                            | ?          |                                                         |
| Der Mulatte                                                                                | ?                                        | 1842. február 12.    | Theater in Preßburg           | Theodor Hell vígjátéka nyomán                                                                         | ?          |                                                         |
| Das grüne Band                                                                             | ?                                        | 1842. július 2.      | Theater in der Josefstadt     | Karl Elmar, Heinrich von Levitschnigg, Johann Heinrich Mirani, J. Seydl, W. Vogel és Franz Xaver Told | ?          |                                                         |
| Rokoko                                                                                     | ?                                        | 1842. július 26.     | Theater in Preßburg           | A. Bäuerle                                                                                            | ?          |                                                         |
| Nella, die Zauberin, oder Der Maskenball auf Hohengiebel                                   | ?                                        | 1842. május 11.      | Theater in der Josefstadt     | Karl Elmar                                                                                            | ?          |                                                         |
| Ein Sommernachtstraum                                                                      | ?                                        | 1842. augusztus 31.  | Theater in der Josefstadt     | A szöveg szabadon adaptálva Shakespeare azonos című darabjábólE. Straube közvetítésével               | ?          |                                                         |
| Das Armband                                                                                | ?                                        | 1842. szeptember 8.  | Theater in der Josefstadt     | Friedrich Kaiser                                                                                      | ?          | Zene: Michael Hebenstreit, egy közjáték Suppétől        |
| Die Hammerschmiedin aus Steyermark, oder Folgen einer Landpartie                           | Ländliche Farce mit Liedern              | 1842. október 14.    | Theater in der Josefstadt     | Josef Kilian Schickh                                                                                  | 2          |                                                         |
| Ein Morgen, ein Mittag und ein Abend in Wien                                               | Lustspiel mit Liedern                    | 1844. február 26.    | Theater in der Josefstadt     | Franz Xaver Told                                                                                      | ?          |                                                         |
| Marie, die Tochter des Regiments                                                           | Vaudeville                               | 1844. június 13.     | Theater in der Josefstadt     | F. Blum, nach Jean-François Bayard und Jules-Henri Vernoy de Saint-Georges                            | 2          | Zene: több zeneszerző, mindkét finálét Suppé komponálta |
| Der Krämer und sein Kommis                                                                 | Farce                                    | 1844. szeptember 28. | Theater in der Josefstadt     | Friedrich Kaiser                                                                                      | 2          | UA evtl. auch erst am 16. Oktober1844                   |
| Dolch und Rose, oder Das Donaumädchen                                                      | ?                                        | 1844. november 30.   | Theater in der Josefstadt     | Franz Xaver Told                                                                                      | ?          |                                                         |
| Zum ersten Male im Theater                                                                 | ?                                        | 1844. december 31.   | Theater in der Josefstadt     | Friedrich Kaiser                                                                                      | ?          |                                                         |
| Die Champagnerkur, oder Lebenshaß und Reue                                                 | ?                                        | 1845. február 2.     | Theater in der Josefstadt     | Karl Gruber                                                                                           | ?          |                                                         |
| Die Müllerin von Burgos                                                                    | Vaudeville                               | 1845. március 8.     | Theater in der Josefstadt     | Joseph Kupelwieser                                                                                    | 2          |                                                         |
| Der Nabob                                                                                  | ?                                        | 1845. május 9.       | Theater in der Josefstadt     | Karl Haffner                                                                                          | ?          |                                                         |
| Die Industrieausstellung I                                                                 | ?                                        | 1845. augusztus 1.   | Theater in der Josefstadt     | Friedrich Kaiser                                                                                      | ?          |                                                         |
| Sie ist verheiratet                                                                        | Komödie mit Liedern                      | 1845. november 7.    | Theater an der Wien           | Friedrich Kaiser                                                                                      | 3          |                                                         |
| Der Sohn der Haide                                                                         | Romantisches-komisches Lebensbild        | 1846. ?              | Bécs                          | Friedrich Kaiser                                                                                      | 3          |                                                         |
| Die Gänsehüterin, oder Hans und Gretchen                                                   | Romantisches Lustspiel                   | 1846. február 11.    | Theater an der Wien           | G. Ball szövege adoptálva                                                                             | ?          |                                                         |
| Dichter und Bauer                                                                          | Komödie mit Liedern                      | 1846. augusztus 24.  | Theater an der Wien           | Karl Elmar                                                                                            | 3          | Teljes verzió csak 1900-ban                             |
| Caricaturen                                                                                | Posse                                    | 1847. ?              | Bécs                          | Friedrich Kaiser                                                                                      | 2          |                                                         |
| Die Reise nach Grätz, oder Die Räuber auf dem Semmering                                    | Lokaler Schwank                          | 1847. ?              | ?                             | Schickh                                                                                               | 3          |                                                         |
| Die Schule der Armen, oder Zwei Millionen                                                  | ?                                        | 1847. október 26.    | Theater an der Wien           | Friedrich Kaiser                                                                                      | ?          |                                                         |
| Martl, oder Der Portiunculatag in Schnabelhausen                                           | Farce mit Musik                          | 1848. december 16.   | Theater an der Wien           | Alois Berla                                                                                           | 3          | Parodie von Friedrich von Flotows Martha                |
| Hier ein Schmied, da ein Schmied, noch ein Schmied und wieder ein Schmied                  | Posse                                    | 1848. december 30.   | Theater an der Wien           | Karl Elmar és J. N. Vogel                                                                             | 3          |                                                         |
| Des Teufels Brautfahrt, oder Böser Feind und guter Freund                                  | Farce mit Liedern                        | 1849. január 30.     | Theater an der Wien           | Karl Elmar                                                                                            | 3          |                                                         |
| Gervinus, der Narr von Untersberg, oder Ein patriotischer Wunsch                           | Farce mit Liedern                        | 1849. július 1.      | Theater am Braunhirschengrund | Alois Berla                                                                                           | 3          |                                                         |
| Deborah                                                                                    | Volksschauspiel mit Musik                | 1849. szeptember 13. | Stadttheater Königsberg       | Salomon Hermann Mosenthal                                                                             | 4          |                                                         |
| Unterthänig und unabhängig, oder Vor und nach einem Jahre                                  | Komödie mit Liedern                      | 1849. október 13.    | Theater an der Wien           | Karl Elmar                                                                                            | 3          |                                                         |
| S'Alraundl                                                                                 | Romantisches Märchen mit Liedern         | 1849. november 13.   | Theater an der Wien           | Anton von Klesheim                                                                                    | 3          |                                                         |
| Bürger und Soldat, oder Liebe zum Vaterland                                                | Charakterbild                            | 1850. ?              | Bécs                          | Johann Josef Böhm                                                                                     | 3          |                                                         |
| Gentil Bernhard, oder Die Kunst zu lieben                                                  | Vaudeville                               | 1850. ?              | Bécs                          | ? | 5          | Adolf Müllerrel és Ida Schuselka-Brüninggel             |
| Die Liebe zum Volke, oder Geld - Arbeit - Ehre                                             | Charakterbild                            | 1850. március 18.    | Theater an der Wien           | Karl Elmar                                                                                            | 3          |                                                         |
| Der Dumme hat's Glück, oder Tolle Streiche                                                 | Posse                                    | 1850. június 29.     | Theater an der Wien           | Alois Berla                                                                                           | 3          |                                                         |
| Dame Valentine, oder Frauenräuber und Wanderbursche                                        | Singspiel                                | 1851. január 9.      | Theater an der Wien           | Karl Elmar                                                                                            | ?          | 3                                                       |
| Die Industrie-Ausstellung oder Reise-Abenteuer in London                                   | Posse                                    | 1851. május 25.      | Theater an der Wien           | Leopold Feldmann                                                                                      | 3          | Gelegenheitsposse                                       |
| Der Tannenhäuser                                                                           | Dramatisches Gedicht mit Musik           | 1852. február 27.    | Theater an der Wien           | Heinrich von Levitschnigg                                                                             | ?          | -                                                       |
| Die Jungfer Mahm aus Gmunden, oder Einen muß sie nehmen                                    | Schwank                                  | 1852. ?              | Bécs                          | Josef Nikola                                                                                          | 3          | -                                                       |
| Das Beispiel                                                                               | Ländliches Gemälde                       | 1852. ?              | Bécs                          | Franz Nissel és Sigmund Schlesinger                                                                   | 3          | -                                                       |
| Der Grabsteinmacher                                                                        | Charakterbild                            | 1852. ?              | Bécs                          | Ludwig Wysber                                                                                         | 3          | Lokalposse                                              |
| Ein Filz als Prasser                                                                       | Posse                                    | 1852. ?              | Bécs                          | Leopold Feldmann és Theodor Flamm                                                                     | 3          | Lokalposse                                              |
| Pech                                                                                       | Posse                                    | 1852. július 31.     | Fünfhaus                      | Alois Berla                                                                                           | 3          | Lokalposse                                              |
| Die Heimfahrt von der Hochzeit [oder Die Heimkehr von der Hochzeit]                        | Posse                                    | 1853. január 8.      | Theater an der Wien           | Leopold Feldmann                                                                                      | 3          | Faschingsposse                                          |
| Die Irrfahrt um's Glück                                                                    | Märchen                                  | 1853. április 24.    | Theater an der Wien           | Karl Elmar                                                                                            | ?          | Romantisch-komisches Zaubermärchen                      |
| Die weiblichen Jäger                                                                       | ?                                        | 1853. július 30.     | Fünfhaus                      | Leopold Feldmann                                                                                      | 3          |                                                         |
| Die Bernsteinhexe                                                                          | ?                                        | 1854. január 5.      | Theater an der Wien           | Heinrich Laube                                                                                        | ?          |                                                         |
| Trommel und Trompete                                                                       | ?                                        | 1854. április 1.     | Theater an der Wien           | Karl Elmar                                                                                            | ?          |                                                         |
| Wo steckt der Teufel                                                                       | Farce mit Liedern                        | 1854. június 28.     | Theater an der Wien           | Johann Grün, Eduard Breier után                                                                       | 3          |                                                         |
| Das Bründl bei Sievering, oder Ein Blick in die Zukunft                                    | ?                                        | 1855. április 14.    | Theater an der Wien           | H. Merlin                                                                                             | ?          |                                                         |
| Lord Byron                                                                                 | ?                                        | 1856. június 8.      | Theater an der Wien           | Heinrich von Levitschnigg                                                                             | ?          |                                                         |
| Paragraph III                                                                              | Romantisch-komisches Singspiel           | 1858. január 8.      | Bécsi Udvari Operaház         | Moritz Anton Grandjean                                                                                | 3          |                                                         |
| Der Werkelmann und seine Familie                                                           | Lebensbild                               | 1858. április 10.    | Theater an der Wien           | Anton Langer                                                                                          | 3          |                                                         |
| Die Kathi von Eisen                                                                        | Posse                                    | 1858. július 19.     | Theater an der Wien           | Alois Berla                                                                                           | 3          | Lokalposse                                              |
| Ein Faschings-Gugelhupf                                                                    | Burleske                                 | 1859. ?              | Bécs                          | - | 2          | Nur das Vorspiel. Quodlibet-Burleske                    |
| Etwas zum Lachen, oder Keine Politik                                                       | Posse                                    | 1859. ?              | Bécs                          | Leopold Feldmann                                                                                      | 3          |                                                         |
| Eine Wienerin                                                                              | Lebensbild                               | 1859. ?              | Bécs                          | Theodor Flamm                                                                                         | 3          |                                                         |
| Eine Judenfamilie                                                                          | Original-Charakterbild                   | 1859. ?              | Bécs                          | Johann Heinrich Mirani                                                                                | 4          |                                                         |
| Der Waldteufel, oder Der Fex aus dem Höllental                                             | Komisches Charakterbild                  | 1859. ?              | Bécs                          | Alois Berla und Wilhelm Tesko                                                                         | 3          |                                                         |
| Die Zauberdose, oder Um zehn Jahre zu spät                                                 | Posse                                    | 1859. december 19.   | Theater an der Wien           | Karl Elmar                                                                                            | 3          | Märchenposse                                            |
| Meister Winter                                                                             | Komisches Märchen                        | 1860. ?              | Bécs                          | Alois Berla                                                                                           | 3          |                                                         |
| Mein ist die Welt                                                                          | Charakterbild                            | 1860. ?              | Bécs                          | Friedrich Kaiser                                                                                      | 3          |                                                         |
| Ein Loch in der Hölle                                                                      | Posse                                    | 1861. ?              | Bécs                          | Johann Schönau                                                                                        | 2          | Zauberposse. Nur das Vorspiel?                          |
| Der politische Schuster                                                                    | Volksstück                               | 1861. ?              | Bécs                          | O. F. Berg                                                                                            | 3          |                                                         |
| Ein Faschingsdonnerstag in Venedig                                                         | Pantomimisches Divertissiment            | 1861. ?              | Bécs                          | Giovanni Golinelli (Choreographie)                                                                    | 2          |                                                         |
| Der Höllen-Candidat                                                                        | Märchen                                  | 1861. ?              | Bécs                          | Blank, Bernhofer                                                                                      | 3          | Komisches Märchen                                       |
| Wiener Nachtfalter                                                                         | Lebensbild                               | 1861. ?              | Bécs                          | Ludwig Gottsleben                                                                                     | 3          |                                                         |
| Ein Schwindler                                                                             | Charakterbild                            | 1861. ?              | Bécs                          | Johann Heinrich Mirani                                                                                | 3          |                                                         |
| Reise durch die Märchenwelt                                                                | Dramatischer Bilderbogen                 | 1861. ?              | Bécs                          | Anton Bittner                                                                                         | 3          | UA evtl. erst 1862                                      |
| Die Wunderkinder aus Californien                                                           | Komisches Märchen                        | 1861. ?              | Bécs                          | Karl Elmar                                                                                            | ?          |                                                         |
| Bädekers Reisehandbuch                                                                     | Schwank                                  | 1862. ?              | Bécs                          | Georg Belly                                                                                           | 1          | Mit Karl Ferdinand Konradin                             |
| Der Herr Vetter                                                                            | Posse                                    | 1863. ?              | Bécs                          | Alois Berla                                                                                           | 2          |                                                         |
| Etwas für alte Junggesellen                                                                | Posse                                    | 1863. ?              | Bécs                          | Blank                                                                                                 | 3          | Mit Adolf Müller sen. und Julius Hopp                   |
| Überall Geister                                                                            | Posse                                    | 1863. ?              | Bécs                          | Anton Langer                                                                                          | 1          |                                                         |
| Der Schwiegerpapa aus Krems                                                                | Posse                                    | 1864. ?              | Bécs                          | Anton Langer                                                                                          | 3          |                                                         |
| Das Christkindl                                                                            | Lebensbild                               | 1864. ?              | Bécs                          | Anton Langer és Ludwig Gottleben                                                                      | 4          |                                                         |
| Der Ehemann in der Baumwolle                                                               | Posse                                    | 1865. ?              | Bécs                          | ? | 1          | Aus dem Französischen                                   |
| Die alte Schachtel                                                                         | Lebensbild                               | 1865. ?              | Bécs                          | O. F. Berg                                                                                            | 3          |                                                         |
| Der letzte Gulden                                                                          | Posse                                    | Bécs                 | O. F. Berg                    | 2 | Volksposse |                                                         |
| Der Selbstmörder                                                                           | Posse                                    | 1866. ?              | Bécs                          | Blank                                                                                                 | 1          | Mit Karl Kleiber                                        |
| Ein patriotischer Dienstbote                                                               | Posse                                    | 1866. ?              | Bécs                          | O. F. Berg                                                                                            | 3          |                                                         |
| Es wird annectirt                                                                          | Gelegenheitsstück                        | 1866. ?              | Bécs                          | ? | 1          |                                                         |
| Schlechte Mittel, gute Zwecke                                                              | Posse                                    | 1868. ?              | Bécs                          | Friedrich Kaiser                                                                                      | 3          |                                                         |
| Juliska                                                                                    | Dramatisches Gedicht                     | 1869. ?              | Bécs                          | Karl Schram                                                                                           | 4          |                                                         |

### Suppé művein alapuló színpadi művek
- Die Pariserin (másként Das heimliche Bild, operett, UA am 26. Januar 1898 im Carltheater in Wien, arrangiert aus der Operette Die Frau Meisterin, Libretto: Viktor Léon, Ludwig Held
- Der große Unbekannte, operett, 1925, Suppé Donna Juanita című operettje alapján
- Die goldene Gans, operett, 1926, arrangiert mit Musik von Suppé
- Dichter und Bauer,operett (Neufassung nach der gleichnamigen Komödie von 1846) – 1936

### Koncertművei
- Sieg der österreichischen Volkshymne, Tongemälde, op. 45
- Wiener Jubelouvertüre
- Ouvertüre zu Mozart (Mozart eredeti zenéje alapján)

#### Indulók, keringők és polkák
- O du mein Österreich, Marsch von Ferdinand Preis (Trio von Suppé)
- Einzugsmarsch aus Prinz Liliput, Marsch
- Herrjegerle-Polka
- Coletta-Walzer
- In der Hinterbrühl, Marsch
- Tiroler Tanz und Frischka
- Le Voyage en Afrique, französische Polka
- L'Orientale, polnische Mazurka
- Bellmann-Marsch, Marsch aus der Operette Bellmann
- Romankapitel, französische Polka
- Glückswalzer, Walzer aus der Operette Die Jagd nach dem Glück
- Ein Hoch- und Deutschmeister (Erzherzog Wilhelm-Marsch)
- Danza delle Chizzotte
- Liebeswalzer, Walzer aus der Operette Lohengelb, oder die Jungfrau von Dragant

#### Dalai
- Österreichisches Reiterlied, op. 41 (Radetzky Feldmarschallnak ajánlva; Otto Prechtler szövegével)
- Ruhe, müder Wanderer
- Nimm dich in Acht (bordal), 1890
- Tell's Kapelle
- Die Beichte (Sonst nichts?)
- Ländlich Sittlich, humoros dal, a Hesperus-Gesellschaftnak ajánlva; August Cranz, Hamburg, 1890
- Das Vergissmeinnicht, Anna Grobecker költeményére, Heinrich Sontheimnek ajánlva; August Cranz, Hamburg, 1890
- Iberisches Ständchen, Anna Grobecker versére; Heinrich Sontheimnek; August Cranz, Hamburg, 1890
- Gefangen, L. Holt szövegére, bemutatva 1850 körül
- 's Dierndl als Concert-Sängerin, Gedicht in österreichischer Mundart von Franz Ullmayer osztrák népkköltésére, Katharina Schillernek; F. Glöggl, Bécs, 1857
- 's Deanderl ám Bach, Anton Baron von Klesheim osztrák népkölteményére, Mathilde Helwignek ajánlva ; op.32 Nr.1; Tobias Haslinger's Witwe, Bécs, 1848
- Was is a Wundá, Anton Baron von Klesheim osztrák népkölteményére, Mathilde Helwignek ajánlva; op.32 Nr.2; Tobias Haslinger's Witwe, Bécs, 1848

### Egyházi zene
- Missa Dalmatica, F-dúr mise, bemutató Szent Ferenc-templom, Zadar, 1835. szeptember 13.
  - Der sechzehnjährige Franz von Suppé komponierte diese Messe als sein erstes geistliches Vokalwerk, deren Manuskript er nach dem Tod seines Vaters am 24. August 1835 vollendete. Missa Dalmatica wurde wahrscheinlich uraufgeführt, kurz nachdem Suppé mit seiner Mutter nach Wien übersiedelte. Mit dieser Messe verschaffte sich der junge Suppé den Zugang zu Ignaz Xaver Ritter von Seyfrieds Musiktheorie-Unterricht.
- Missa pro defunctis, Requiem d-moll (vier Solisten, Chor und Orchester) im Rahmen eines Gedenkgottesdienstes am 22. November 1855 in der Piaristenkirche Maria Treu in Wien
  - Suppé fand in František Xaver Pokorný, dem Direktor des Theaters an der Wien, einen Freund und Förderer, der ihn 1845 als Kapellmeister an sein Haus verpflichtete. 1850 verstarb Pokorny, und zu dessen Gedächtnis schuf Suppé fünf Jahre später dieses Requiem.

## Filmek

### Filmek Suppéról
- Hab’ ich nur Deine Liebe – Ausztria – 1953 – Zenés film Suppé életről. A dal- és filmcím („Hab ich nur Deine Liebe”) a Boccaccio című operettből származik. Der Tenor Heesters präsentiert u. a. „Die Welt hat schöne Frauen“, seine Partnerin Gretl Schörg singt neben dem Titellied „Man singt wieder Walzerlieder“ und im Duett mit Heesters „Diese Wonne, diese Seligkeit“ – Regie: Eduard von Borsody, Hauptdarsteller: Johannes Heesters (Franz von Suppé), Gretl Schörg (Sophie Strasser), Helmut Qualtinger

### Filmek Suppé műveiből
- Stolen Kisses – USA – 1929 – Komédia, Suppé egy ismeretlen művén alapul[13]
- Boccaccio – Olaszország – 1940 – az azonos című operett alapján[14]

## Emlékezete
- 1898-ban utcát neveztek el róla (Suppégasse) Bécs Hietzing nevű negyedében.

## Fordítás
Ez a szócikk részben vagy egészben  a   Franz von Suppé című német Wikipédia-szócikk ezen változatának fordításán alapul.  Az eredeti cikk szerkesztőit annak laptörténete sorolja fel. Ez a jelzés csupán a megfogalmazás eredetét és a szerzői jogokat jelzi, nem szolgál a cikkben szereplő információk forrásmegjelöléseként.